# Саут-Лейк-Тахо
Саут-Лейк-Тахо (англ. South Lake Tahoe; с англ. — «Юг озера Тахо») — самый населённый город округа Эль-Дорадо (штат Калифорния, США).

## География
Город вытянут с юго-запада на северо-восток на 8 километров вдоль южного берега озера Тахо и шоссе 50. На северо-востоке Саут-Лейк-Тахо упирается в границу со штатом Невада, после чего становится поселением Стейтлайн.

Площадь города составляет 43 км², из которых 17 км² (38,8 %) занимают открытые водные пространства. Центр города находится на отметке 1901 м н. у. м., население (2019) — 22 197 человек, плотность — 854 чел./км².

## Климат
Максимальная температура воздуха, зарегистрированная в городе, составила +37°С, минимальная -34°С. В среднем за год на город выпадает 418 мм дождя: самый влажный месяц — декабрь (97 мм), самый сухой — сентябрь (4,3 мм). В среднем за год на город выпадает 273,76 см снега: самый снежный месяц — март (92 см). В среднем 73,6 дней в году с осадками, больше всего их в декабре (12,1 дней), меньше всего в сентябре (1,4 дня).

## История
30 ноября 1965 года поселения Эл-Тахо, Биджу, Биджу-Парк, Стейтлайн, Тахо-Валли и Таллак-Вилладж были объединены в единый населённый пункт под названием Саут-Лейк-Тахо со статусом «город» и населением около 10 000 человек. В 1967 году в городе открылось почтовое отделение.
В мае 1987 года полиция провела операцию, в ходе которой в передвижном доме был задержан мужчина, похитивший двух девушек-подростков и убивший двух пожилых женщин, их сопровождавших. Обвиняемый был приговорён к смертной казни.
В июне 1991 года прямо с автобусной остановки около своего дома была похищена 11-летняя Джейси Ли Дьюгард. 18 лет она прожила в неволе с «приёмными родителями», родила от «отчима» двоих дочерей и была освобождена в 2009 году.
В июне—июле 2007 года в окрестностях города бушевал пожар, охвативший 13 км². Ущерб от него составил около 153 миллионов долларов, сгорело 280 строений, 3 человека получили ожоги.
С 1952 года работает старшая школа, с 1975 года — колледж. В 2004 году по финансовым соображениям были закрыты две начальные школы города, хотя одна из них спустя год открылась, но уже как «школа экологических наук».
С 1955 года открыт горнолыжный курорт Heavenly Mountain Resort, имеющий 97 спусков и 30 подъёмников.
С 1959 года функционирует Аэропорт озера Тахо.

## Демография
Согласно переписи 2010 года в Саут-Лейк-Тахо проживало 21 403 человека. Расовый состав жителей:
- Белые — 73,5 %
- Афроамериканцы — 0,9 %
- Коренные американцы — 1,1 %
- Азиаты — 5,5 %
- Уроженцы тихоокеанских островов — 0,2 %
- Прочие расы — 15,1 %
- Смешанные расы — 3,7 %
- Латиноамериканцы (любой расы) — 31,1 %

Имелось 4677 семей, 8918 домохозяйств, в 27,1 % из которых проживали дети младше 18 лет, а в 7,3 % — пенсионеры старше 65 лет. 34,8 % домохозяйств представляли собой замужние разнополые пары; в 11 % женщина была главой семьи без мужа; в 6,7 % мужчина был главой семьи без жены; 9,6 % домохозяйств представляли собой разнополые пары, не состоящие в официальном браке; 0,8 % — однополые пары; 32,7 % проживали в одиночестве. Среднее домохозяйство состояло из 2,36 человек, средняя семья — из 3,06 человек. Возрастной состав жителей:
- Младше 18 лет — 20,6 % жителей
- 18—24 — 11,6 %
- 25—44 — 30 %
- 45—64 — 28,1 %
- Старше 65 лет — 9,8 %

Средний возраст горожанина составлял 35,6 лет. На 100 лиц женского пола приходилось 113,6 мужского, на 100 женщин старше 18 лет приходилось 115,7 мужчин соответствующего возраста.
- Набережная, май 2007
- Пожар близ города, июнь 2007
- Пляж города, июль 2012
- Тропа «Таллак», август 2014
- Граница г. Саут-Лейк-Тахо (Калифорния) и пос. Стейтлайн (Невада)
- Шоссе 50[англ.] проходит через город